# Wilczak (Poznań)
Wilczak – ulica i część Szeląga w Poznaniu, znajdująca się we wschodniej części osiedla samorządowego Stare Winogrady, nieopodal Warty. Przebiega od skrzyżowania ulicy Naramowickiej, Szelągowskiej i Słowiańskiej, aż do Lechickiej (poznańskiego odcinka drogi krajowej nr 92). Na odcinku od WORD do ul. Lechickiej jest jednokierunkowa. Przecina ulice Ugory i Serbską.

## Komunikacja miejska
Ulicą Wilczak nie przejeżdża żaden autobus ani tramwaj MPK (z wyjątkiem nocnej linii 214 i 224), natomiast kilka linii dziennych zatrzymuje się na dwóch usytuowanych w pobliżu ulicy przystankach – Wilczak I i Wilczak II. Na pierwszym są to autobusy linii dziennych 167, 174, 190 i 911 natomiast na drugim – 183, 185 i podmiejska 322. Wilczak to także nazwa  nieużywanej po oddaniu w sierpniu 2021 r. trasy do przystanku Błażeja w ruchu liniowym pętli tramwajowej.
Przy Wilczaku znajdowało się centrum handlowe Wilmarkt, które zostało zlikwidowane 1 stycznia 2007 roku, a na jego miejscu powstało nowe osiedle mieszkaniowe.